# Pseudovermis schultzi
Pseudovermis schultzi is een slakkensoort uit de familie van de Pseudovermidae. De wetenschappelijke naam van de soort is voor het eerst geldig gepubliceerd in 1955 door Marcus Ev. & Er..